# Gravity Bone
Gravity Bone é um jogo eletrônico gratuito em primeira pessoa desenvolvido pela Blendo Games e lançado em 28 de agosto de 2008. O jogo utiliza uma versão modificada do motor gráfico Id Tech 2, originalmente utilizado para o jogo Quake 2— e incorpora música de filmes pelo diretor Wong Kar-wai, que foram originalmente compostas e executadas por Xavier Cugat. Quatro encarnações do jogo foram produzidas durante o seu desenvolvimento de um ano; o primeiro apresentava elementos de tiro em primeira pessoa mais tradicionais que a versão lançada. Versões mais recentes mudaram para uma nova direção, como a inclusão de uma jogabilidade orientada a espionagem.
Gravity Bone recebeu aclamação pela crítica especializada. O jogo foi intitulado de "um prazer de experiência", de Charles Onyett da IGN, e recebeu comparações com jogos como Team Fortress 2 e Portal. O jogo foi elogiado por sua história coesa, atmosfera, e sua capacidade de chamar a atenção do jogador por ser um jogo curto sem que seja longo demais e incompleto. O game recebeu o prêmio de "Melhor Jogo Arthouse" nos Prêmios Especiais de 2008. A sequência de Gravity Bone, Thirty Flights of Loving, foi lançado em 2012.